# (121514) 1999 UJ7
(121514) 1999 UJ7 – planetoida zaliczana do planetoid trojańskich Marsa.

## Odkrycie
Została odkryta 30 października 1999 roku w programie LINEAR w Socorro. Nazwa planetoidy jest oznaczeniem tymczasowym.

## Orbita
(121514) 1999 UJ7 okrąża Słońce w średniej odległości ok. 1,52 j.a. w czasie 1 roku i 322 dni. Asteroida ta znajduje się w punkcie równowagi Lagrange’a L4 na orbicie Marsa w odległości ok. 60° przed planetą. Jest to jedna z dziewięciu obecnie znanych planetoid zaliczanych do planetoid trojańskich Marsa.